# Liste des épisodes de Curiosités animales

Cette page recense la liste des épisodes de la série documentaire Curiosités animales.

## Épisodes

### Saison 1 (2013)
| No. | Titre original           | Titre français                           | Animaux                                               | Phénomène observé |
| --- | ------------------------ | ---------------------------------------- | ----------------------------------------------------- | --- |
| 1   | "Stretched To The Limit" | "La girafe et le caméléon"               | Girafe Caméléon                                       | Longueur exceptionnelle d'une région du corps (cou de la girafe) ou d'un organe (langue du caméléon)                    |
| 2   | "A Curious Hoax?"        | "Le crapaud et l’ornithorynque"          | Ornithorynque                                         | Vifs débats provoqués par la découverte de l'animal dans la communauté scientifique, allant jusqu'à la création de faux |
| 3   | "Young Wrinklies"        | "L'éléphant et la rat-taupe nu"          | Éléphant Rat-taupe nu                                 | Animaux très ridés à la naissance mais ayant une longévité remarquable                                                  |
| 4   | "A Curious Twist"        | "Le narval et les mollusques à coquille" | Narval Mollusques à coquille (notamment Gastéropodes) | Spirales dans le règne animal                                                                                           |
| 5   | "Seeing The Pattern"     | "Le zèbre et le papillon"                | Zèbre Papillon                                        | Motifs esthétiques (rayures du zèbre) et colorés (ailes des papillons)                                                  |

### Saison 2 (2014)
| No. | Titre original         | Titre français                                                              | Animaux                              | Phénomène observé |
| --- | ---------------------- | --------------------------------------------------------------------------- | ------------------------------------ | --- |
| 1   | "Virgin Birth"         | "Une vie sans sexe: le dragon de Komodo et le puceron"                      | Dragon de Komodo Puceron             | Parthénogénèse |
| 2   | "Armored Animals"      | "Des animaux à armure: le rhinocéros et le hérisson"                        | Rhinocéros Hérisson                  | Protection du corps |
| 3   | "Life In The Dark"     | "La vie dans le noir: la chouette et le calamar géant"                      | Chouette Calamar géant               | Vie dans l'obscurité |
| 4   | "Curious Imposters"    | "Les imposteurs: le coucou et le sphinx tête de mort"                       | Coucou Sphinx tête de mort           | Tromperie animale |
| 5   | "Bad Reputations"      | "La mauvaise réputation: le gorille et la chauve-souris"                    | Gorille Chauve-souris                | Mauvaise réputation infondée |
| 6   | "Shocking Senses"      | "Super sens: anguille et plantes"                                           | Anguille électrique                  | Aptitudes liées à l'électricité |
| 7   | "Life On Ice"          | "La vie dans le grand froid: le manchot empereur et la grenouille des bois" | Manchot empereur Grenouille des bois | Capacité à survivre dans des conditions de température extrêmes (voir en particulier: Hibernation)                                          |
| 8   | "Spinners And Weavers" | "Animaux tisserands: l'oiseau et l'araignée"                                | Araignée Chenille Tisserin           | Capacité à tisser (toiles d'araignées) filer (soie des chenilles) et tresser (nid des oiseaux tisserands)                                   |
| 9   | "Strange Parents"      | "Une question de genre: l'hippocampe et la hyène"                           | Hippocampe Hyène                     | Comportement atypique en regard du sexe: les hyènes femelles agissent comment les mâles, les hippocampes mâles donnent naissance aux petits |
| 10  | "Magical Appearance"   | "Des apparitions magiques: l'hirondelle et le papillon"                     | Hirondelle Papillon                  | Apparition saisonnière des oiseaux migrateurs et des papillons (voir: Migration des oiseaux et Métamorphose)                                |

### Saison 3 (2015)
| No. | Titre original          | Titre français                                                     | Animaux                    | Phénomène observé |
| --- | ----------------------- | ------------------------------------------------------------------ | -------------------------- | --- |
| 1   | "Impossible Feats"      |                                                                    | Puce Guépard               | Saut des puces et vitesse des guépards |
| 2   | "Curious Minds"         | "Le maniement d'outils : l'orang-outan et les corvidés"            | Orang-outan Corbeau        | Utilisation d'outils chez les animaux |
| 3   | "Expandable Bodies"     | "Des corps élastiques: le chameau, le dromadaire et l'anaconda"    | Chameau Anaconda Python    | Modifications du corps pour stocker les ressources: bosse du chameau et gonflement du système digestif chez certains serpents                            |
| 4   | "Curious Feeders"       | "Alimentation par filtration: la baleine bleue et le flamand rose" | Flamand rose Baleine bleue | Microphagie suspensivoire |
| 5   | "Curious Cures"         | "Automédication: l'hippopotame et le singe capucin"                | Hippopotame Capucin        | Zoopharacognosie: sécrétion d'acide hipposudorique antibactérien chez l'hippopotame, frottement avec certaines plantes et mille-pattes pour les capucins |
| 6   | "Remarkable Generation" | "Régénération: la salamandre et l'élan"                            | Salamandre Cerf            | Repousse d'un membre coupé chez les salamandre (voir: Autotomie), repousse annuelle des bois du cerf                                                     |

### Saison 4 (2017)
| No. | Titre original         | Titre français                                                 | Animaux                     | Phénomène observé                                                                                       |
| --- | ---------------------- | -------------------------------------------------------------- | --------------------------- | --- |
| 1   | "Animal Frankensteins" | "Les animaux de Frankenstein: ours pizzly et abeilles tueuses" | Ours pizzly Abeille tueuse  | Hybridation: croisement entre deux espèces                                                              |
| 2   | "Finding The Way"      | "Trouver son chemin: pigeons et bousiers"                      | Pigeon Bousier              | Orientation dans l'espace (voir en particulier: Orientation des oiseaux)                                |
| 3   | "Extreme Babies"       | "Des bébés de taille étrange: pandas géants et kiwis"          | Panda géant Kiwi            | Comparé à leur taille, les pandas donnent naissance à de petits bébés et les kiwis pondent de gros œufs |
| 4   | "Curious Counters"     | "Des as du calculs: chevaux, fourmis et bambous"               | Hans le malin Fourmi Bambou | Capacité à compter chez les animaux (voir: Intelligence animale)                                        |
| 5   | "Incredible Shells"    | "Incroyables coquilles et carapaces: tortues et autruches"     | Tortue Autruche             | Formation et intérêt de la carapace chez les tortues, caractéristiques des œufs d'autruche              |
| 6   | "Ferocious Fighters"   | "Des combats féroces: kangourous et poissons combattant"       | Kangourou Combattant        | Combats violents entre mâles pouvant aller jusqu'à la mort de l'adversaire                              |

 Sauf indication contraire, les informations mentionnées dans cette section peuvent être confirmées par la base de données cinématographiques IMDb,  présente dans la section « Liens externes ».